# Onze-Lieve-Vrouw van de Engelenkapel

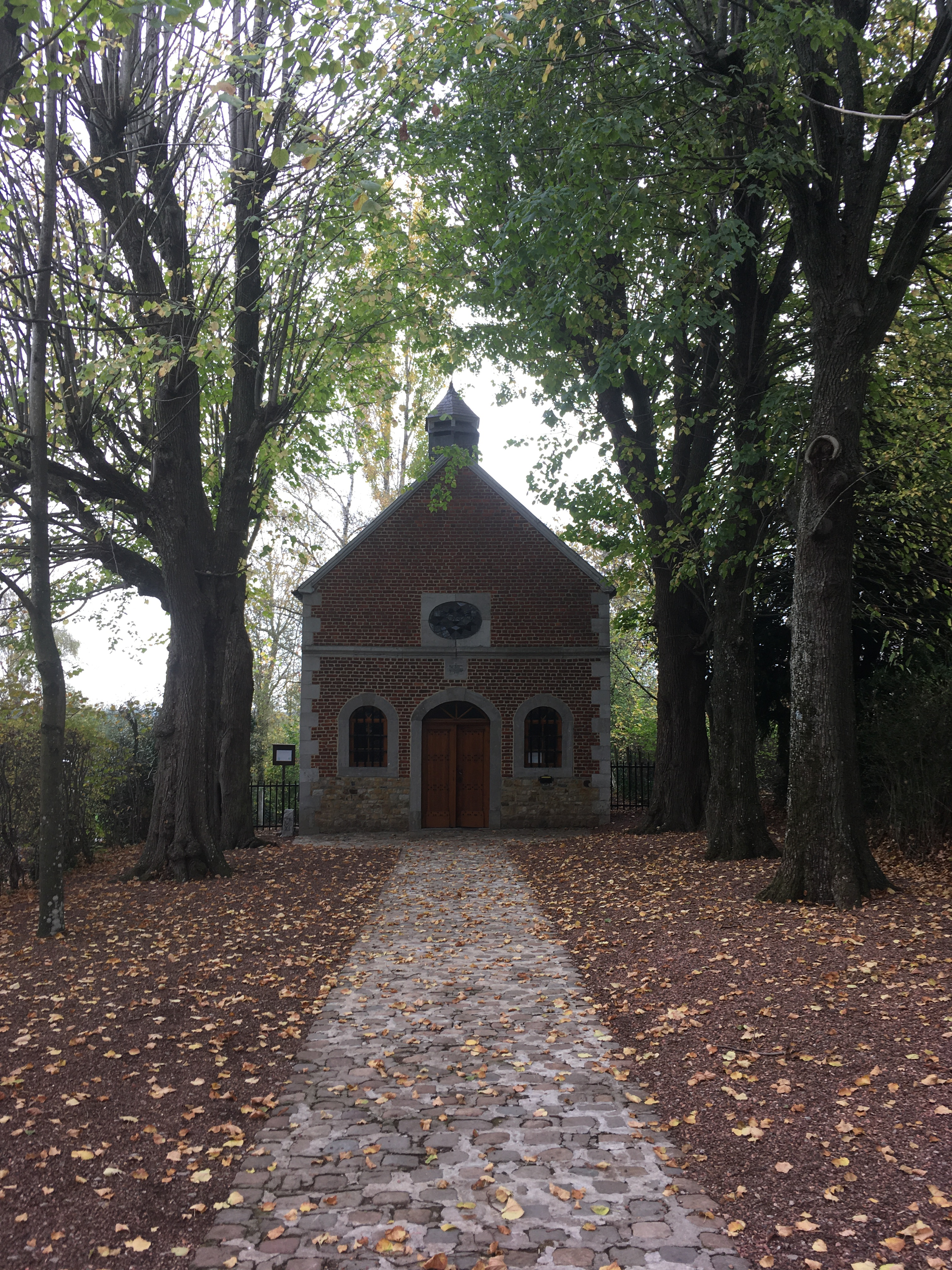
Onze-Lieve-Vrouw van de Engelenkapel

De Onze-Lieve-Vrouw van de Engelenkapel (Frans: Chapelle Notre-Dame des Anges of Chapelle des Anges) is een kapel ten zuidoosten van het tot de Belgische gemeente Thimister-Clermont behorend dorp Froidthier.

## Geschiedenis
De kapel werd gesticht in 1691, getuige het opschrift op de gevelsteen boven de ingang: a Nostre Dame des Anges a S. Iean Baptiste preschant au desert et S. Hiacinthe 1691 (aan Onze-Lieve-Vrouw van de Engelen aan Johannes de Doper predikend in de woestijn en Sint-Hyacinthus). Naar verluidt zou een Mariabeeld in een boom gevonden zijn waaraan mirakelen werden toegeschreven en dat vele pelgrims trok. Toen de pastoor het naar zijn kerk wilde verplaatsen bleek het steeds op wonderbaarlijke wijze naar haar vindplaats terug te keren, waarop men daar de kapel heeft gesticht.
De kapel werd vergroot in 1804. 
Vanaf 1979 vonden restauratiewerkzaamheden plaats van zowel het gebouw als het interieur. Tijdens deze werkzaamheden werd de mantel van het Mariabeeld teruggevonden, die dateert van 1721.

## Gebouw
Het gebouw wordt betreden via een lindenlaan. Bij het begin van deze laan vindt men een 19e-eeuws kruisbeeld.
De kapel heeft een rechthoekige plattegrond en is gebouwd in baksteen met omlijstingen en hoekbanden in kalksteen. Boven de ingang bevindt zich, boven de gevelsteen, ook een oculus. Op het dak bevindt zich een dakruiter.

## Interieur
In 1818 verkreeg de kapel een altaar met een schilderij, vervaardigd door Olivier Pirotte in 1763, voorstellende Onze-Lieve-Vrouw ten Hemelopneming. Dit was afkomstig van Ivoz-Ramet. Het altaar wordt geflankeerd door beelden van Sint-Rochus en Sint-Brigida.
Verder is er een 17e-eeuws schilderij van de Graflegging, in naïeve kunst. In 1857 werden vier schilderijen aangekocht die in het eerste decennium van de 18e eeuw werden vervaardigd. Te midden van arcadische landschappen werden daarop religieuze voorstellingen getoond, zoals de Vlucht naar Egypte.

## Afbeeldingen

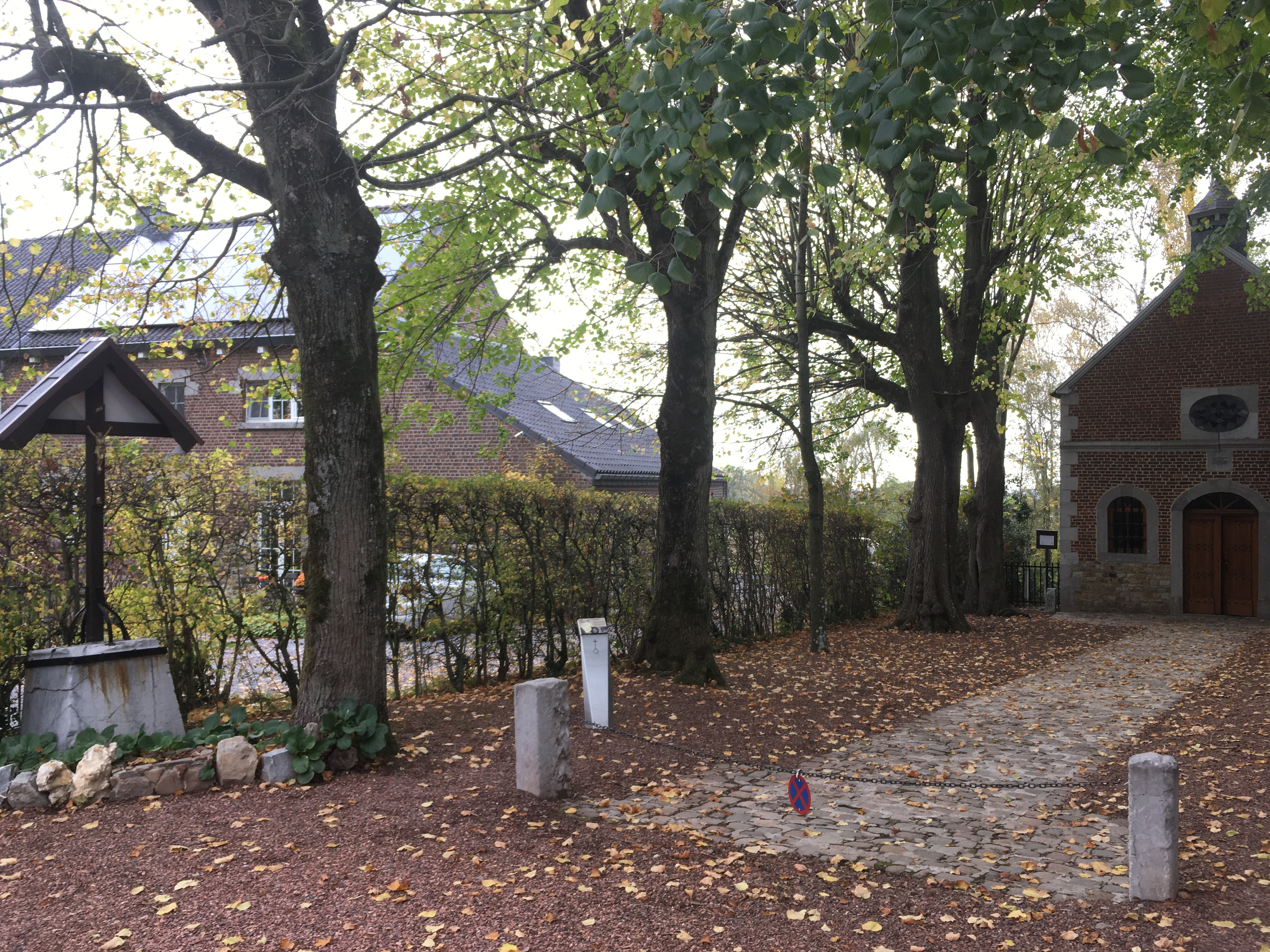
Kruisbeeld voor de kapel
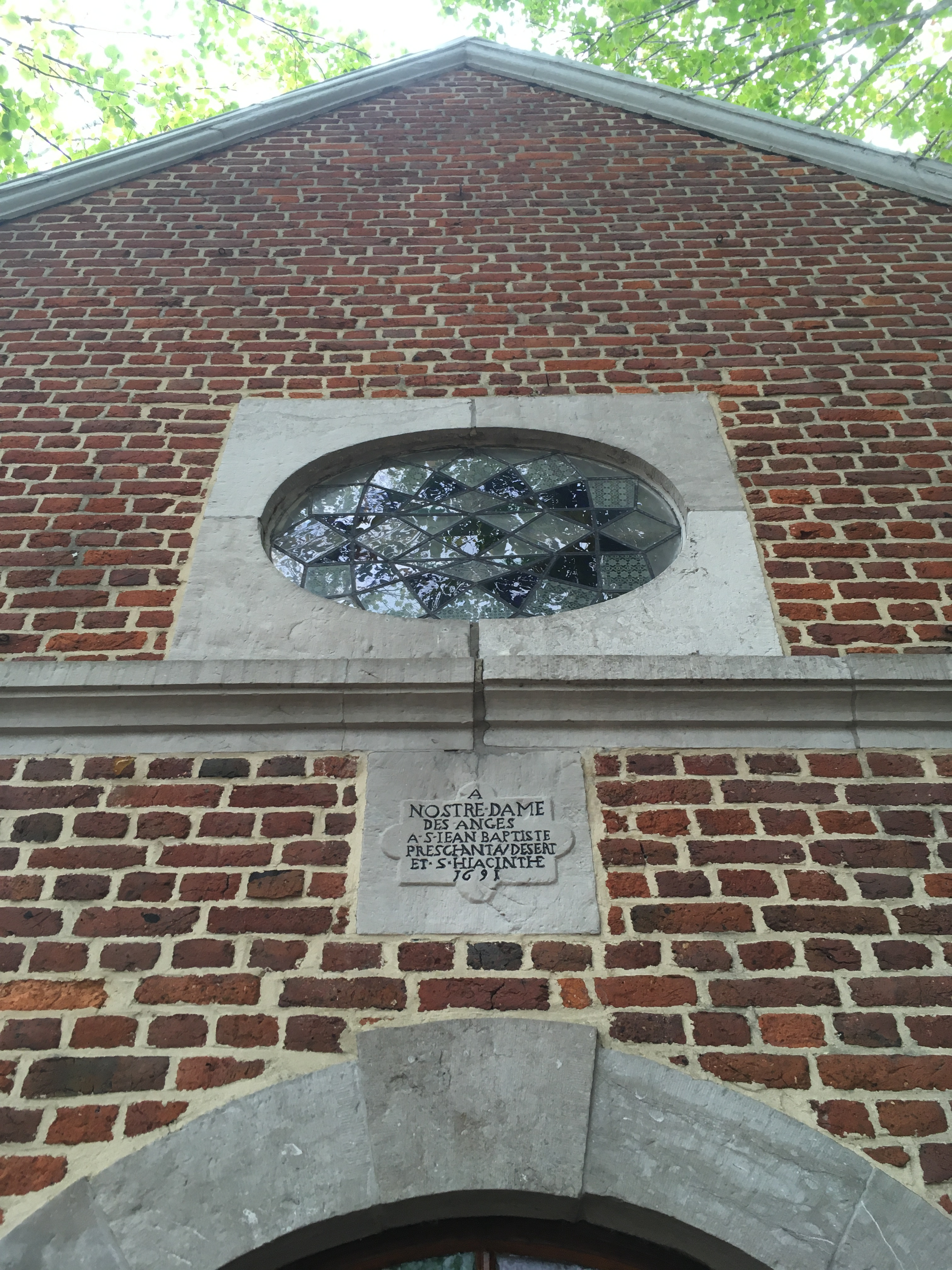
Gevelsteen met opschrift en oculus
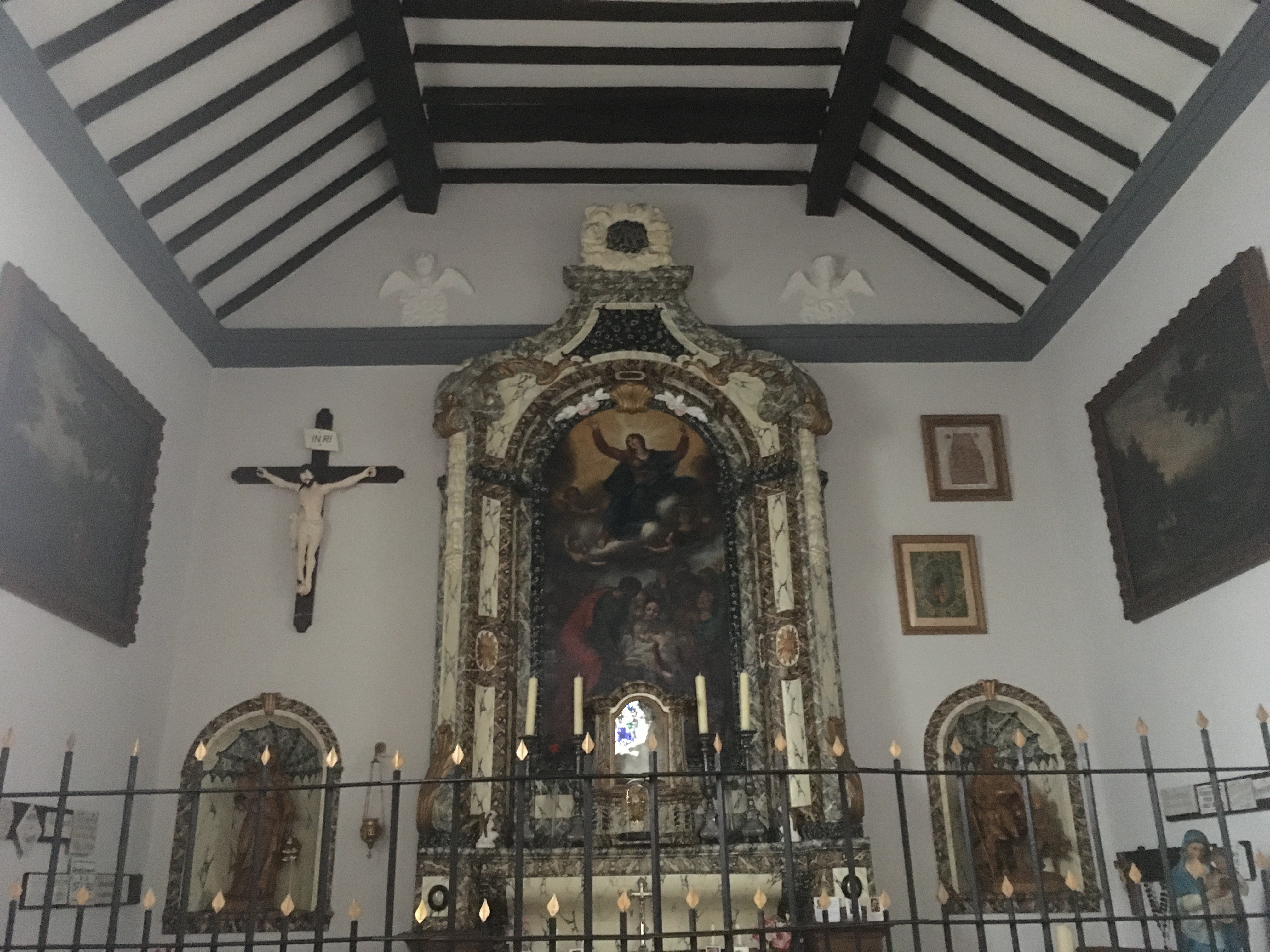
Altaar met schilderij van OLV ten Hemelopneming
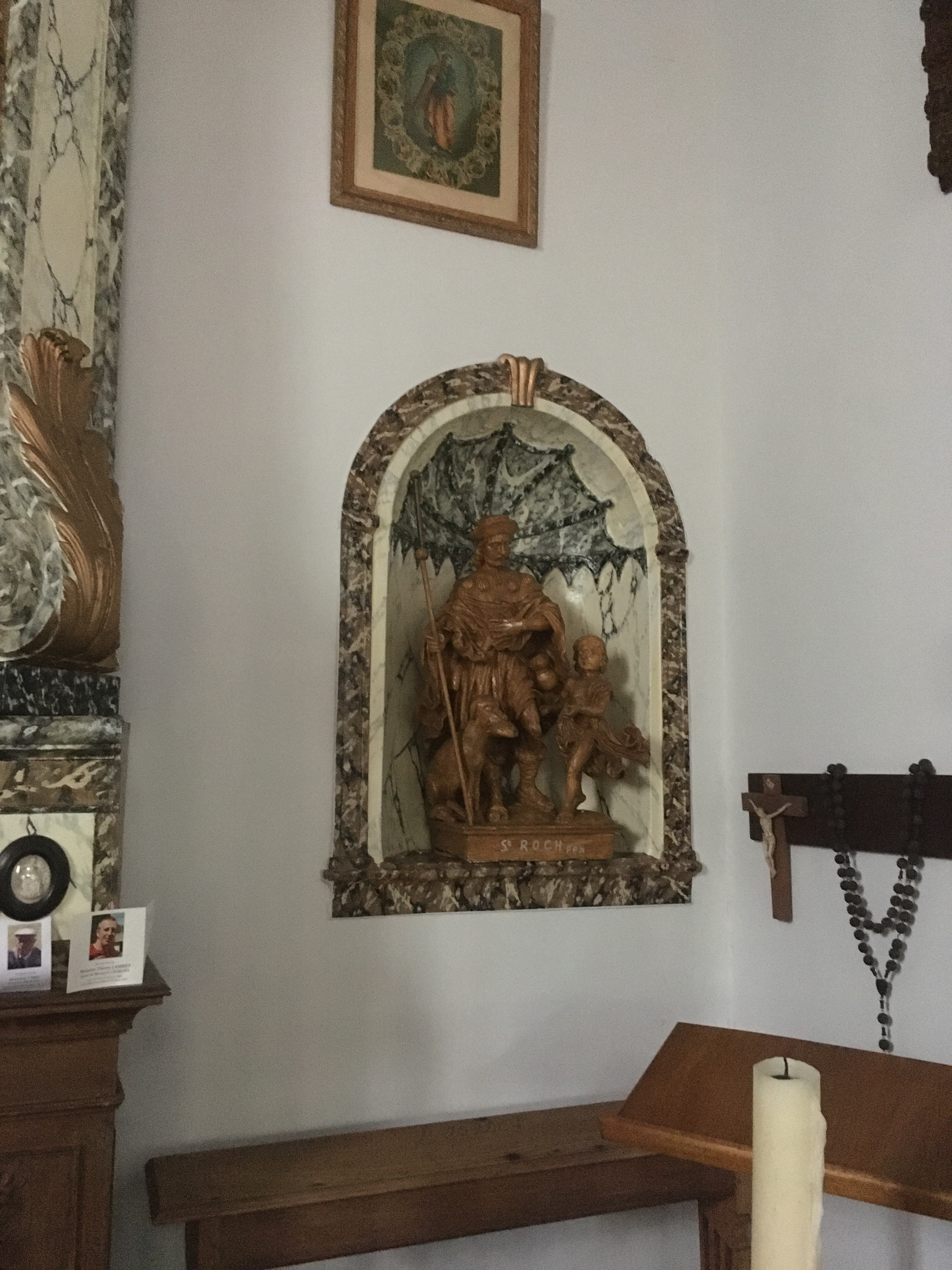
Beeld van Sint-Rochus
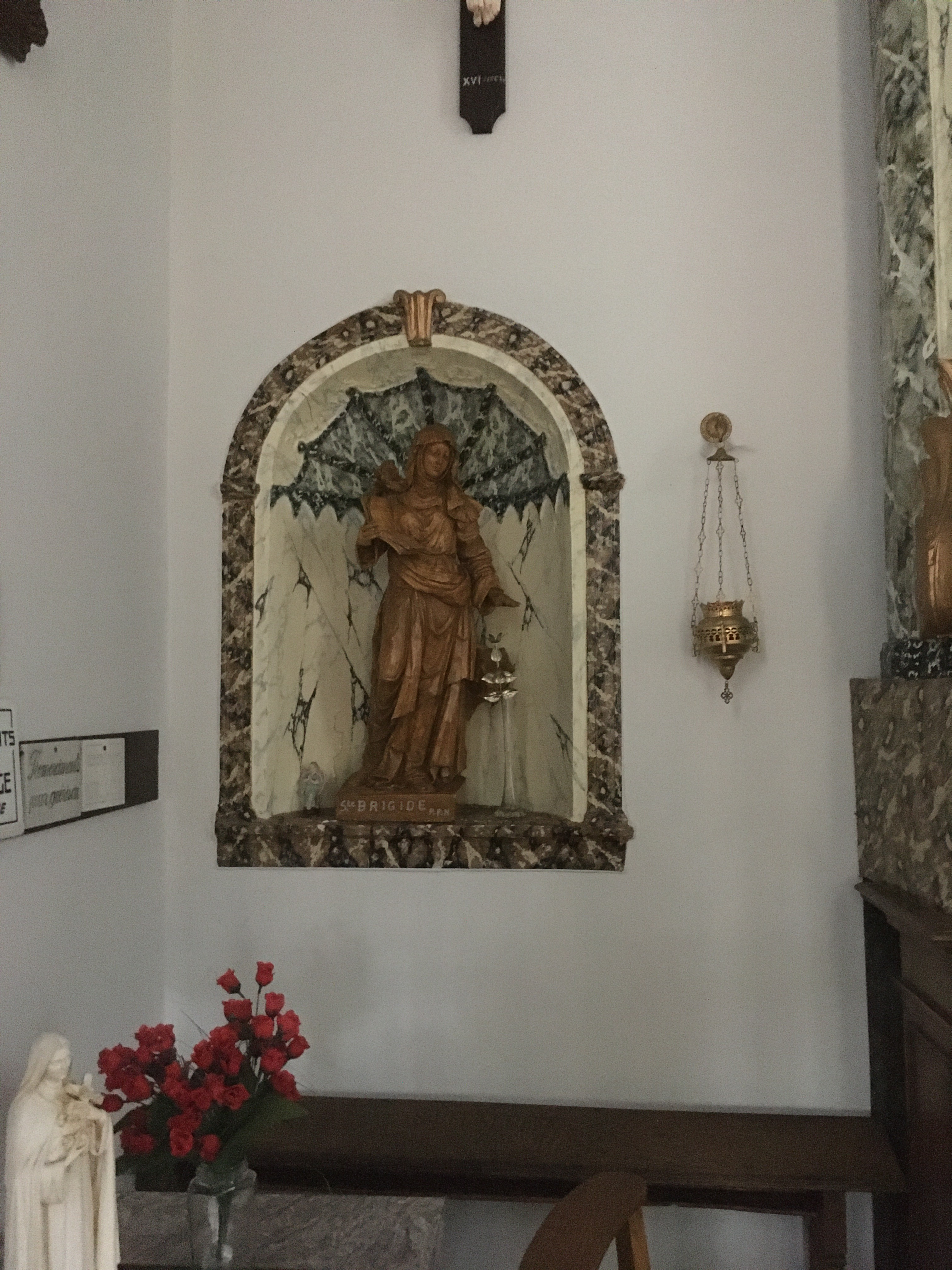
Beeld van Sint-Brigida
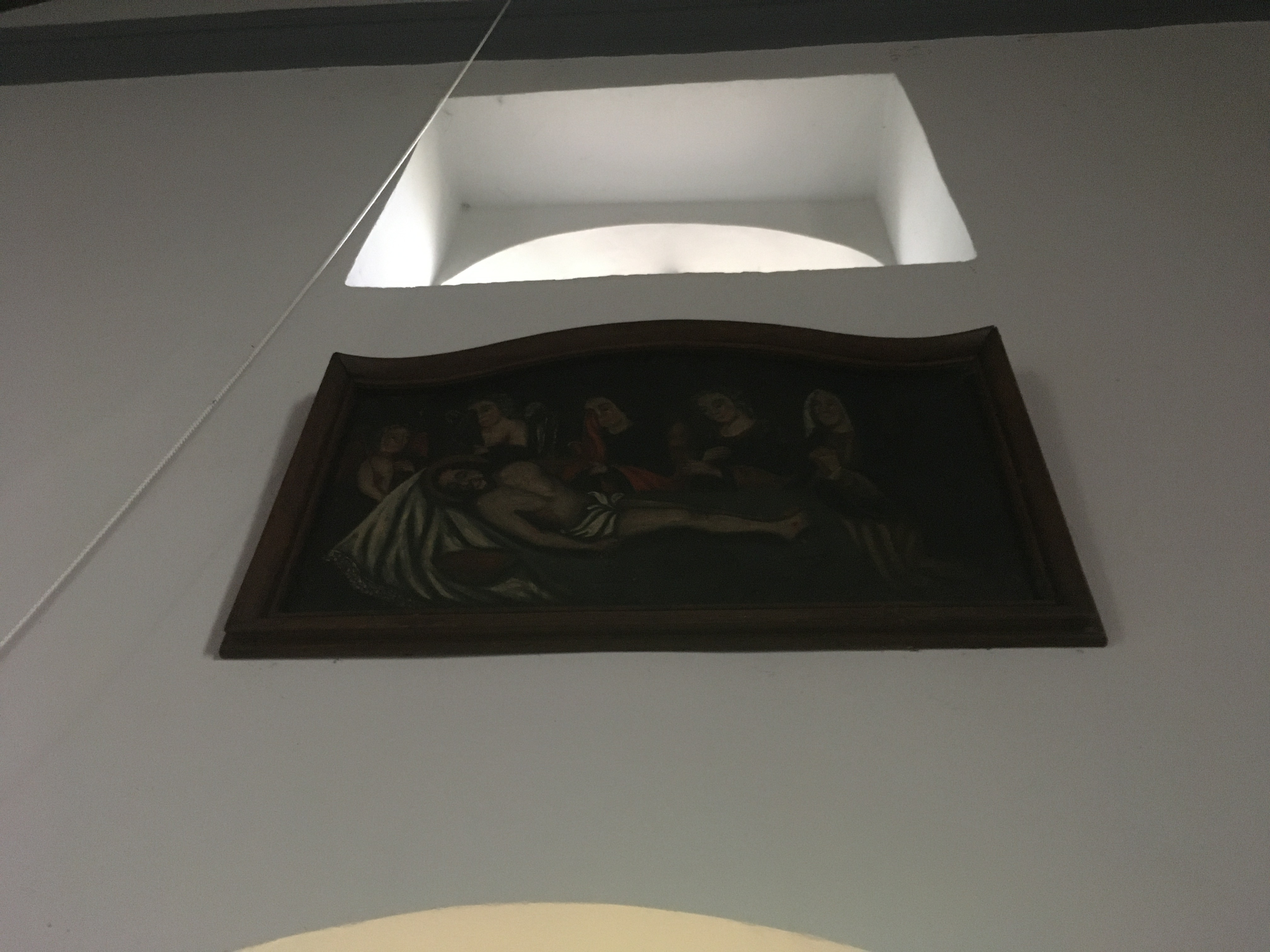
Schilderij van de Graflegging